# Reuters
Reuters je zpravodajská agentura patřící společnosti Thomson Reuters Corporation. Zaměstnává přes 2 500 novinářů na přibližně 200 místech po celém světě. Reuters je jednou z největších zpravodajských agentur na světě.
Agenturu založil v roce 1851 v Londýně Paul Reuter. V roce 2008 ji koupila kanadská společnost Thomson Corporation a nyní tvoří mediální divizi Thomson Reuters.

## Historie
Paul Reuter pracoval v berlínském nakladatelství knih a na počátku revoluce v roce 1848 se podílel na distribuci radikálních pamfletů. Tyto publikace k Reuterovi přitáhly velkou pozornost, a tak v roce 1850 začal provozovat zpravodajské služby, které od roku 1851 využívaly pro předávání zpráv mezi Bruselem a Cáchami poštovní holuby a elektrickou telegrafii.
V roce 1851 se Reuter přestěhoval do Londýna a na londýnské královské burze založil zpravodajskou agenturu. Reuterova společnost v Londýně se zpočátku zabývala komerčními zprávami, sloužila bankám, makléřským domům a obchodním firmám. Prvním klientem novin, který se přihlásil k pravidelnému odběru, byl v roce 1858 londýnský Morning Advertiser a brzy poté se začali přihlašovat další. Podle Encyclopædia Britannica: „hodnota Reuters pro noviny nespočívá jen ve finančních zprávách, které poskytují, ale také v jejich schopnosti informovat jako první o událostech mezinárodního významu.“ Agentura Reuters byla prvním zpravodajským médiem, které v roce 1865 informovalo v Evropě o atentátu na Abrahama Lincolna.
V roce 1865 založil Reuter soukromý podnik pod názvem Reuter's Telegram Company Limited, kde byl jmenován výkonným ředitelem.
V roce 1872 společnost Reuter expandovala na Dálný východ a v roce 1874 následovala Jižní Amerika. Obě expanze umožnil pokrok v pozemních telegrafech a podmořských kabelech. V roce 1878 Reuter skončil na pozici výkonného ředitele a předal společnost do rukou nejstaršího syna Herberta de Reutera. V roce 1883 začala agentura Reuters přenášet zprávy do londýnských novin elektronicky.
V roce 2008 byla Reuters převzata kanadskou společností Thomson Corporation, z čehož vznikla společnost Thomson Reuters. Poslední žijící členka rodiny zakladatelů Reuters Marguerite, baronka de Reuter, zemřela ve věku 96 let dne 25. ledna 2009. V současnosti má agentura Reuters sídlo v Torontu a poskytuje finanční informace klientům a zároveň udržuje své tradiční podnikání v oblasti zpravodajských agentur.  Od 15. března 2020 je prezidentem a generálním ředitelem Steve Hasker.

## Žurnalisté
Agentura Reuters zaměstnává asi 2 500 novinářů a 600 fotoreportérů. Novináři této agentury se drží Standardů a hodnot pro poctivou prezentaci a zveřejňování relevantních zájmů, aby „zachovali hodnoty integrity a svobody, na kterých závisí jejich pověst pro spolehlivost, přesnost, rychlost a exkluzivitu“.

### Smrt v terénu
Práce zpravodajců ve válečných a politicky nestabilních oblastech je nebezpečná, ale přesto nezbytná, kvůli nutnosti získávat a sdělovat objektivní informace. Žurnalisté jsou ohroženi nejen kriminálními skupinami, ale také vládou politicky nestabilních zemí, kde vládní úředníci hanobí a znevažují novináře a jejich práci.
V květnu 2000 byl v Sierra Leone zabit americký reportér Kurt Schork. V dubnu a srpnu 2003 byli během války v Iráku zabiti kameramani Taras Protsyuk a Mazen Dana. V červenci 2007 byli zabiti Namir Noor-Eldeen a Saeed Chmagh, když je zasáhla palba z amerického vojenského vrtulníku Apache v Bagdádu. Během roku 2004 byl zabiti kameramani Adlan Khasanov (čečenskými separatisty) a v Iráku Dhia Najim. V dubnu 2008 byl v pásmu Gazy zabit kameraman Fadel Shana poté, co byl zasažen izraelským tankem.

## Kontroverze

### Obvinění ze spolupráce s CIA
V roce 1977 časopisy Rolling Stone a The New York Times uvedly, že podle informací získaných od představitelů CIA se Reuters podílela na spolupráci s touto vládní organizací. V reakci na to požádal tehdejší výkonný ředitel agentury Reuters Gerald Long o důkazy o obviněních, ale podle tehdejšího výkonného redaktora agentury Reuters pro Severní Ameriku Desmonda Maberlyho žádné důkazy nebyly předloženy.

### Podávání zpráv o změně klimatu
V červenci 2013 David Fogarty, bývalý zpravodaj agentury Reuters pro změnu klimatu v Asii, po téměř dvacetileté kariéře ve společnosti rezignoval na svoji pracovní pozici ve společnosti a napsal, že „postupně bylo stále těžší publikovat jakýkoli článek o změně klimatu“ poté, co se tehdejší zástupce šéfredaktora Paul Ingrassia vyjádřil, že je skeptikem ke změně klimatu.
Fogarty ve svém komentáři uvedl: „V polovině října jsem se dozvěděl, že změna klimatu v současnosti není velkým tématem, ale že se jím stane, pokud dojde k výraznému posunu v globální politice, například pokud USA zavedou systém omezení emisí a obchodování s nimi. Velmi brzy po tomto rozhovoru mi bylo sděleno, že moje pracovní pozice v oblasti změny klimatu byla zrušena.“
Ingrassia, bývalý šéfredaktor agentury Reuters, dříve pracoval 31 let pro The Wall Street Journal a Dow Jones. Agentura Reuters na Fogartyho článek reagovala prohlášením: „Agentura Reuters má řadu zaměstnanců, kteří se věnují této problematice, včetně týmu specializovaných reportérů v Point Carbon a jednoho sloupkaře. V naší redakční politice nedošlo k žádné změně.“